# KNOX
KNOX ist eine seit 1958 bestehende Marke der „Apotheker Hermann Zwetz Räuchermittelherstellung GmbH“ aus Mohorn-Grund in Sachsen.

## Geschichte
Hermann Eduard Zwetz (1846–1923) war gelernter Apotheker und betrieb die Markt-Apotheke in Auma bei Schleiz (bis 1879) und die Löwen-Apotheke in Zörbig bei Halle (bis 1884). Danach war er Inhaber einer Fabrik für Chemische Präparate in Schleiz, die sich schließlich auf die Produktion von Räucherkerzen spezialisierte. 1919 wurde die Räuchermittelfabrik vom Apotheker Carl Bayer übernommen, 1952 vom Dresdner Chemiekaufmann Erich Koch, der die Produktion nach Mohorn-Grund in Sachsen verlegte.
In den 1997 neu errichteten Produktionsstätten werden jährlich etwa 65 bis 70 Tonnen Räucherwaren in mehr als 30 Duftrichtungen hergestellt.
Das Unternehmen beherbergt ein kleines Museum, in dem viel über Räuchermittel aus Sachsen, aber auch dem Rest der Welt zu erfahren ist.

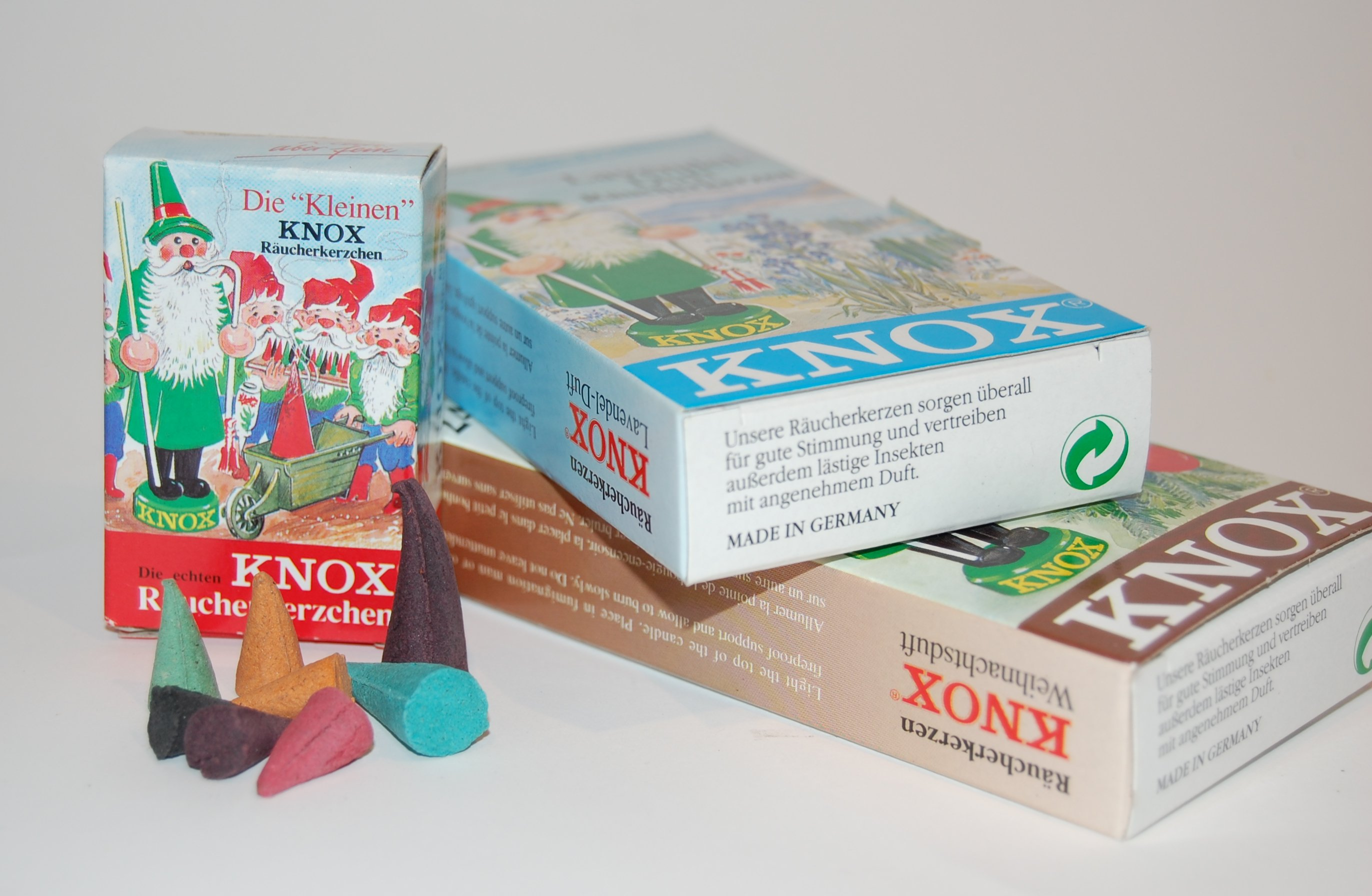
Auswahl von KNOX-Räucherkerzen
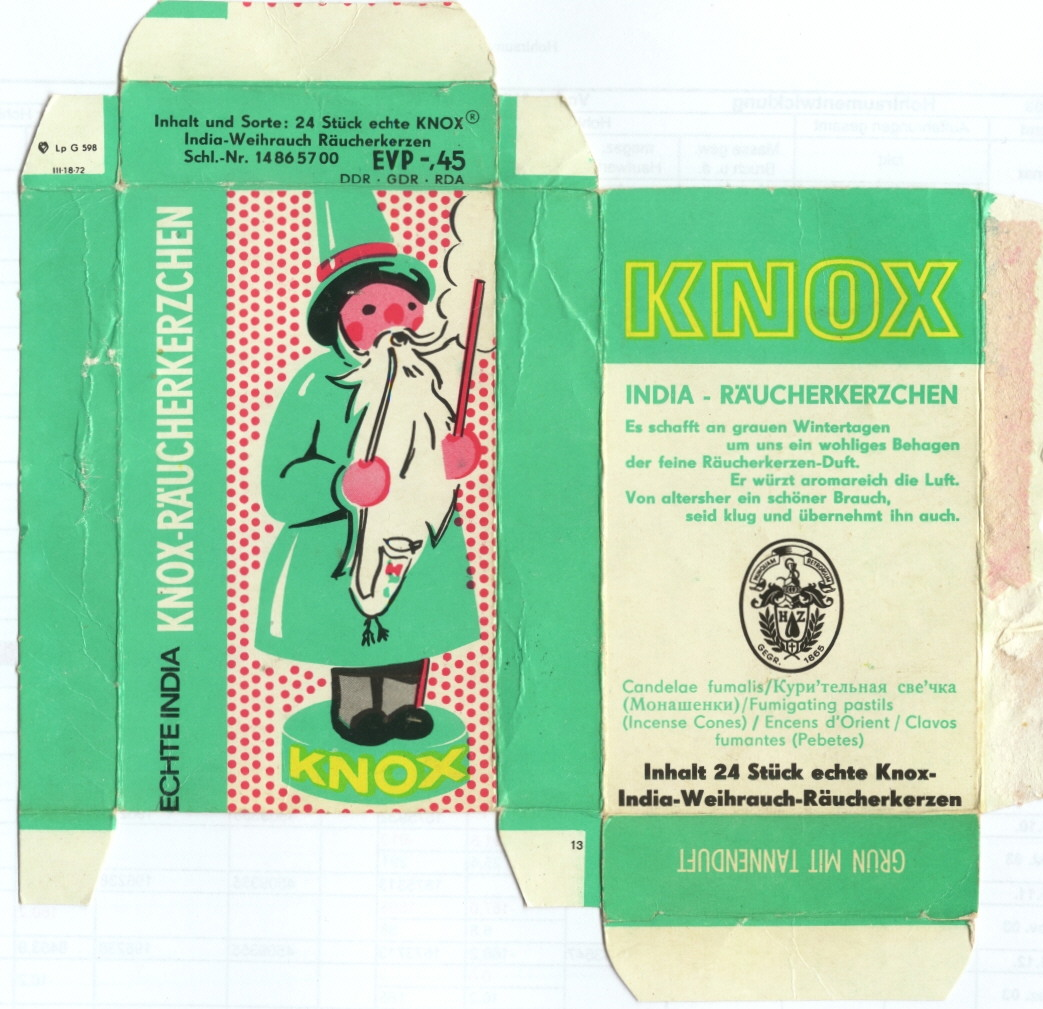
Räucherkerzchenverpackung vor 1990
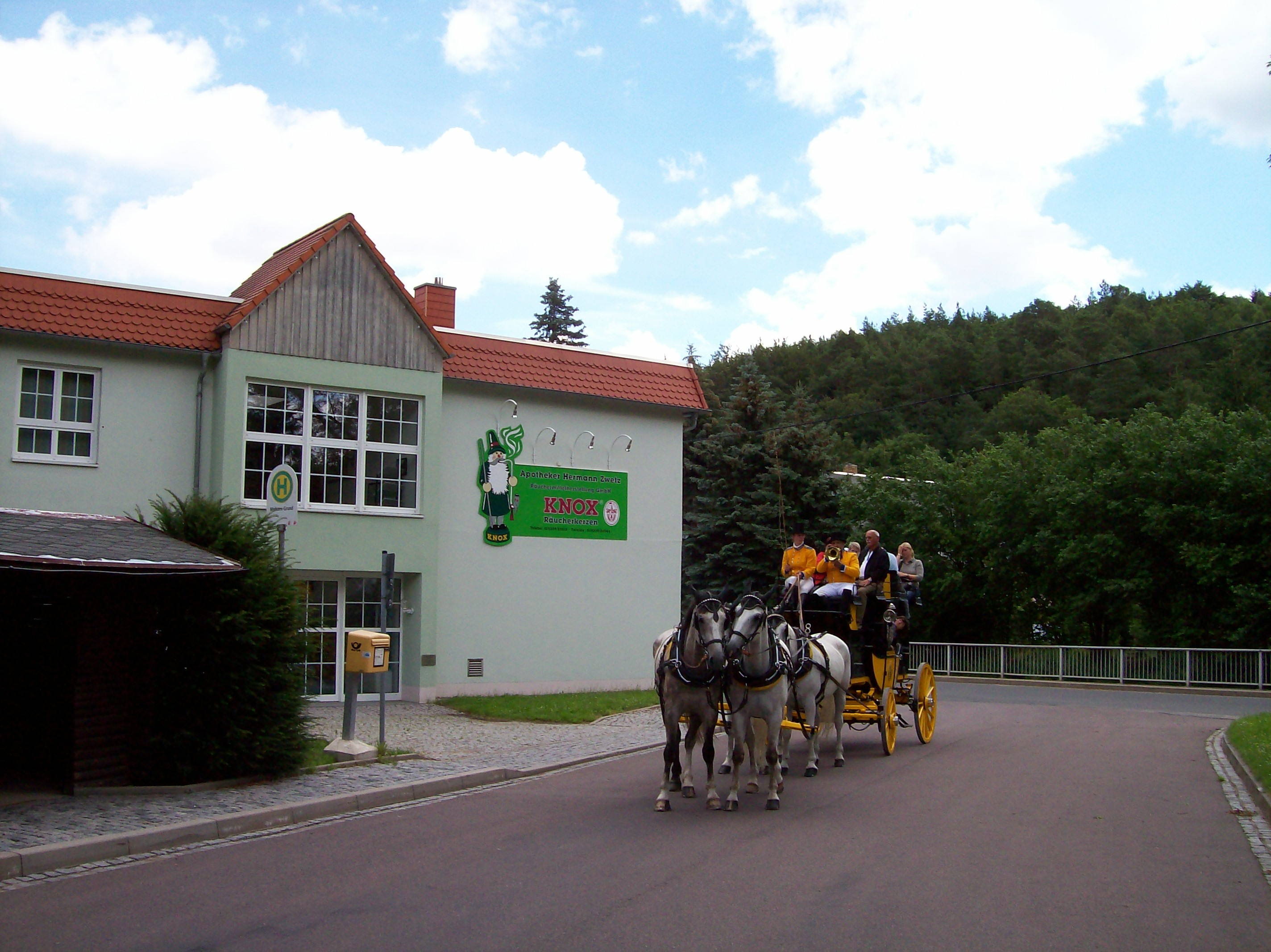
Postkutsche vor dem KNOX-Räucherkerzenmuseum in Grund